# Al Sears
Al Sears est un saxophoniste américain de jazz et chef d'orchestre. Dans les années 1940, il joue notamment avec Andy Kirk, Lionel Hampton et Duke Ellington. Il dirige aussi ses propres groupes, demeurant actif pendant les années 1950 et 1960 principalement en rhythm and blues.

## Carrière musicale
Durant sa jeunesse Sears apprend la musique par lui-même et rejoint à 17 ans le groupe de Paul Craig à Chicago. En 1928, il joue au sein de l'orchestre d'une revue new-yorkaise, nommée Keep Shufflin' et dirigée par les pianistes James P. Johnson et Fats Waller. À la fin de l'année, il remplace Johnny Hodges au sein du groupe du batteur Chick Webb au Savoy Ballroom à New York. En 1930, Sears rejoint le groupe Chocolate Beau Brummels dirigé par Zack Whyte et situé à Cincinnati avec lequel il joue deux ans.

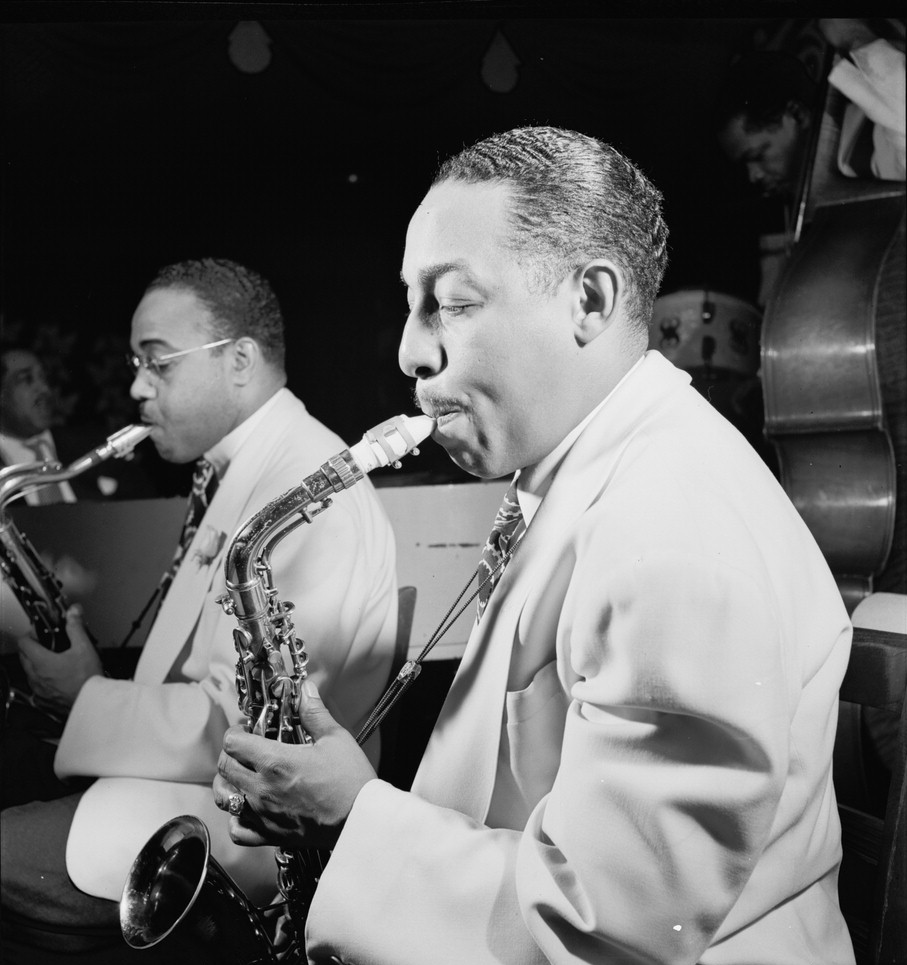
Johnny Hodges et Al Sears (au second plan) au club de jazz Aquarium (New York) en 1946.

Au début des années 1930, il quitte progressivement la scène jazz, dirige son propre groupe mais se produisant de façon discontinue dans plusieurs grandes villes américaines (Buffalo, Newport, Kentucky ou New York), rejoint aussi quelque temps le groupe de Bernie Young et du joueur de banjo Elmer Snowden. Il revient au jazz au début des années 1940 en accompagnant le saxophoniste Andy Kirk de 1941 à 1942. Sears forme ensuite son propre orchestre dans lequel il engage Lester Young, jouant quelques semaines au Renaissance Casino à New York puis effectue une tournée à travers le Texas et l'Arkansas de plusieurs bases militaires avant de démanteler son groupe en octobre 1943. Il est ensuite engagé par le musicien Lionel Hampton avec qui il joue plusieurs mois.
Sears se fait davantage remarquer à partir de mai 1944 en intégrant l'orchestre du pianiste Duke Ellington en remplacement de Skippy Williams parti à l'armée et qui avait lui-même remplacé provisoirement Ben Webster depuis son départ au mois d'aout l'année précédente. Il quitte avec Johnny Hodges l'orchestre du pianiste en septembre 1949 et est remplacé par Paul Gonsalves ; En 1946 il interprète avec Duke Ellington "Hiawatha" et "the Suburbanite" deux morceaux qui le mettent particulièrement en valeur. Sears était l'un des solistes les plus populaires de cette formation mais il a eu la lourde tâche de succéder à Webster puis de subir la grande popularité de Gonsalves. De 1951 à 1952 il intègre le groupe formé par Johnny Hodges et se fait en particulier remarquer par sa composition Castle Rock. Associé au saxophoniste Budd Johnson il crée et dirige Sylvia Music, une compagnie d'édition de musique.
À partir des années 1950, Sears collabore avec des groupes de rhythm and blues comme celui de Alan Freed ou jouant aux côtés de saxophonistes tels que Sam Taylor et Red Prysock. Dans les années 1960, Sears travaille pour le label ABC-Paramount Records qu'il quitte en 1980. Il est à cette période reconnu dans le domaine du blues et du rhythm and blues.

## Discographie
- avec The Swingville All Stars : Rockin' in rhythm (Swingville, 1960)
- Swing's the thing (Swingville, 1960)
- avec The Swingville All Stars : Things ain't what tehye used to be (Swingville, 1961)